# Boarmia aellographa
Boarmia aellographa là một loài bướm đêm trong họ Geometridae.